# Eubrianax manikikikue
Eubrianax manikikikue is een keversoort uit de familie keikevers (Psephenidae). De wetenschappelijke naam van de soort werd in 1964 gepubliceerd door Satô.